# Carl Jung-Dörfler
Carl Jung-Dörfler, auch Karl Jung-Dörfler, (* als Carl Jung am 29. Januar 1879 in Obersdorf, Kreis Siegen; † 1. September 1927 in Düsseldorf) war ein deutscher Maler.

## Leben

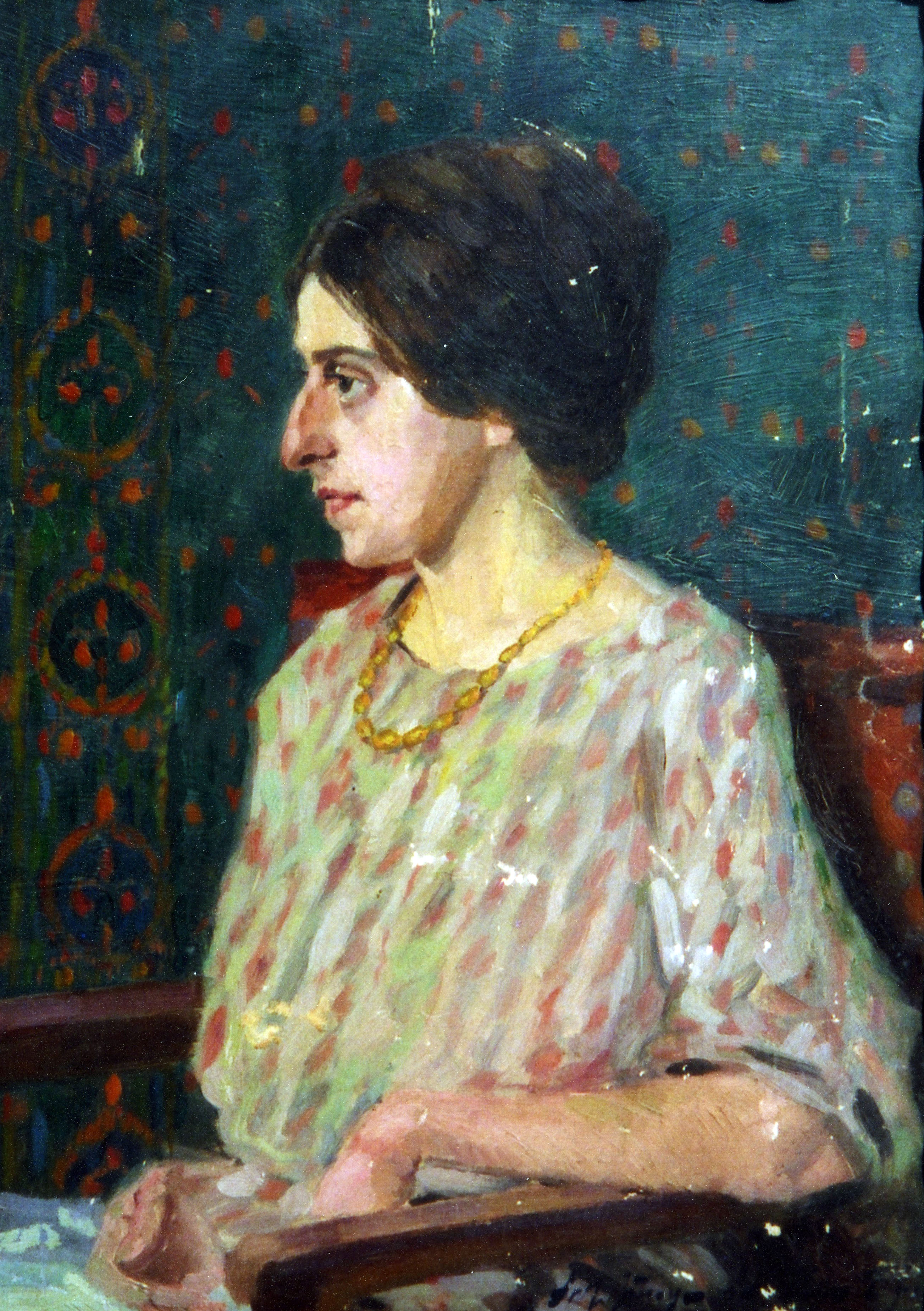
Käte Dan, eine Schwester von Carl Jung-Dörflers Ehefrau Hedwig (1920)

Carl Jung, ältestes von acht Kindern von Johannes Heinrich Jung und Margareta Jung, geborene Bruch, wuchs in ärmlichen Verhältnissen auf. Bereits im Alter von 13 Jahren arbeitete er in den Siegerländer Erzgruben. Erst 1908 mit 29 Jahren erhielt er die Möglichkeit, an der Düsseldorfer Kunstakademie zu studieren. Vermutlich wurde er von dem katholischen Ortsgeistlichen zum Studium empfohlen und durch ein Kunststipendium der Kaiserlichen Schatullenverwaltung in Berlin gefördert.
Er wurde Meisterschüler und als Maler mit seinen Ölgemälden, Skizzen, Bleistift- und Kohlezeichnungen bekannt. Dörfler starb nach schwerer Krankheit an einem Knochensarkom und wurde in Obersdorf beigesetzt. Sein in Düsseldorf beigefügter Namenszusatz „Dörfler“, wird als „Beleg für seine enge Heimatverbundenheit interpretiert“.
Carl Jung-Dörfler lernte 1912 in Düsseldorf die Berliner Frauen- und Kinderärztin Hedwig Danielewicz kennen, eine der ersten Frauen, die in Deutschland regulär Medizin studierten. Sie heirateten am 22. Dezember 1916. Hedwig Jung-Danielewicz, obwohl vom jüdischen zum römisch-katholischen Glauben bei ihrer Heirat konvertiert, fand den Tod in einem Minsker Ghetto 1942. Die Gemeinde Wilnsdorf erinnert seit 2015 mit einem Gedenkstein an Hedwig Jung-Danielewicz; nach ihr wurde der Hedwig-Danielewicz-Platz in Obersdorf, einem Ortsteil von Wilnsdorf, benannt.